# Jurij Jumaszew
Jurij Jumaszew (ros. Юрий Юмашев, ur. 20 lutego 1941) – radziecki łyżwiarz szybki, srebrny medalista mistrzostw Europy.

## Kariera
Największy sukces w karierze Jurij Jumaszew osiągnął w 1964 roku, kiedy zdobył srebrny medal podczas mistrzostw Europy w Oslo. Rozdzielił tam na podium innego radzieckiego łyżwiarza, Antsa Antsona i Pera Ivara Moe z Norwegii. W poszczególnych biegach Jumaszew był trzeci na dystansach 500, 5000 i 1500 m, a na dystansie 10 000 m zajął piąte miejsce. Był to jedyny medal wywalczony przez niego na międzynarodowej imprezie tej rangi. Był też między innymi trzynasty na mistrzostwach Europy w Göteborgu w 1965 roku oraz piętnasty na rozgrywanych pięć lat później wielobojowych mistrzostwach świata w Oslo. W 1964 roku został wicemistrzem ZSRR w wieloboju. Nigdy nie wystąpił na igrzyskach olimpijskich. W 1973 roku zakończył karierę.